# Crepidium comans
Crepidium comans är en orkidéart som först beskrevs av Charles Schweinfurth, och fick sitt nu gällande namn av Mark Alwin Clements och David Lloyd Jones. Crepidium comans ingår i släktet Crepidium, och familjen orkidéer. Inga underarter finns listade i Catalogue of Life.